# Beechcraft Twin Bonanza
De Beechcraft Twin Bonanza is een Amerikaans tweemotorig laagdekker passagiers- en vrachtvliegtuig, ontwikkeld door Beechcraft en voortgedreven door twee Lycoming zescilinder boxermotoren. Het toestel heeft zes zitplaatsen en maakte zijn eerste vlucht op 15 november 1949. Er zijn totaal meer dan 975 stuks gebouwd, waarvan 175 exemplaren voor het Amerikaanse leger (de L-23/U-8 Seminole). De productie kwam in 1961 ten einde.

## Ontwerp en historie

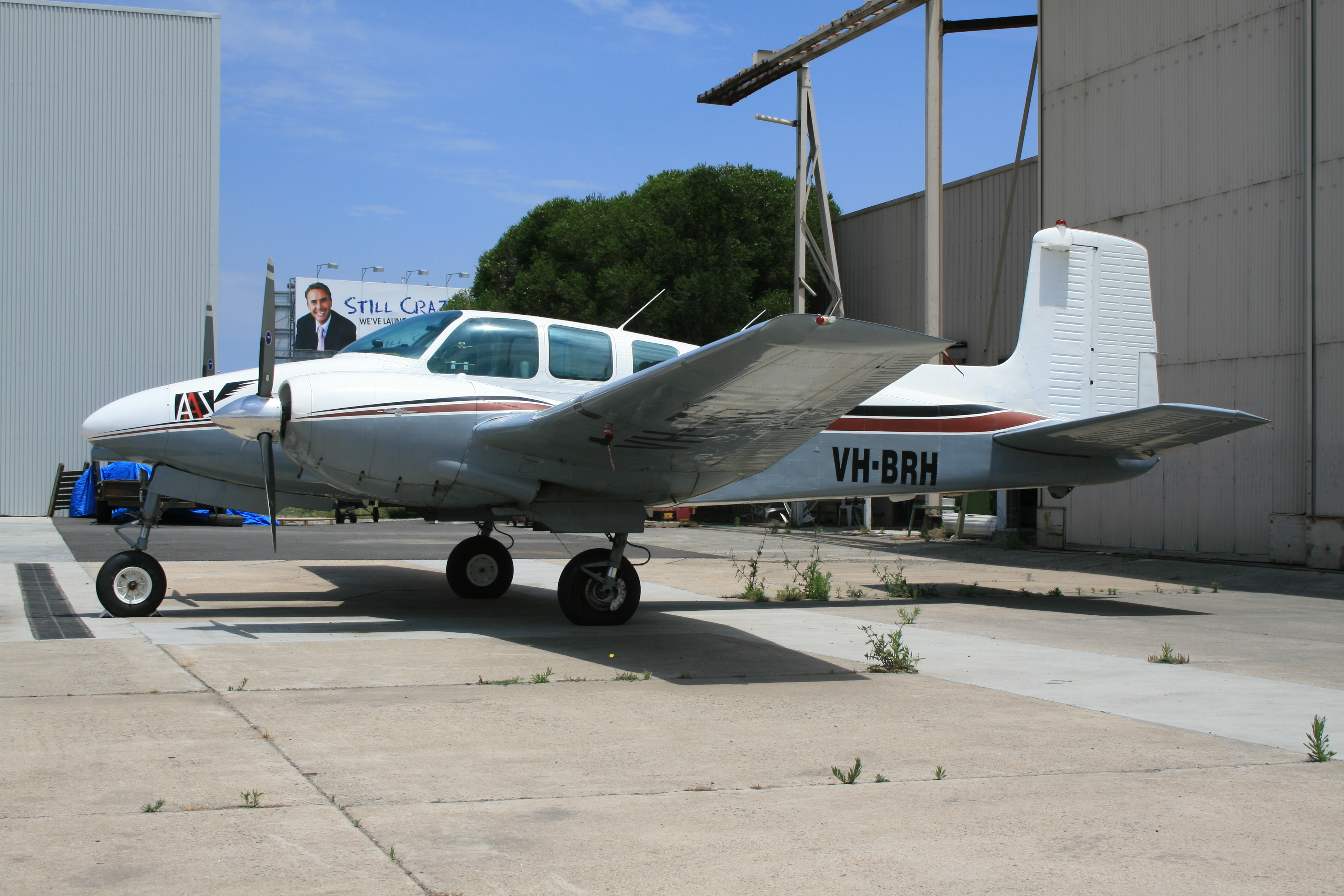
Beechcraft J50 Twin Bonanza

De Twin Bonanza was ontworpen om het gat in de productlijn te dichten tussen de eenmotorige Beechcraft Bonanza en de grotere tweemotorige Beechcraft Model 18. Het is een conventioneel toestel dat geheel is geconstrueerd van metaal en voorzien van een intrekbaar landingsgestel. Ondanks zijn naam is de Twin Bonanza een stuk groter en zwaarder dan de eenmotorige Bonanza en hebben de toestellen maar weinig onderdelen gemeen, alleen de rompvoorkant, ramen en hoofddeur.
Uit de Twin Bonanza kwamen ook de tweemotorige Beechcraft Queen Air en de Beechcraft King Air voort.

## Varianten
De Model 50 Twin Bonanza werd geleverd in diverse varianten met zescilinder Lycoming boxermotoren van 275-340pk. Vanaf versie D50C was het toestel uitgerust met aan stuurboordzijde een Airstair en vergrote bagageruimte. Vanaf model E50 werd de Twin Bonanza geleverd met turbogeladen motoren. De militaire versie werd aangeduid als L23 Seminole en later als U8 Seminole.

## Trivia
Tijdens zijn verblijf in de jaren 1970 op het Frans-Polynesische eiland Hiva Oa in de Stille Oceaan heeft de Belgische zanger Jacques Brel een Beechcraft Twin Bonanza, genoemd naar zijn vriend Jojo, in bezit gehad. Het toestel staat op Hiva Oa permanent tentoongesteld in de plaats Atuona. 